# Zwarte Brigade
La Dietsche Militie - Zwarte Brigade (DM-ZB)(littéralement : Milice Thioise - Brigade Noire) fut une organisation flamande de militants nazis dépendante de la Ligue nationale flamande (VNV) et qui fut active de 1941 à 1944.

## Historique
En mai 1941, sous la pression de l'occupant allemand, fut engagé un mouvement d'unité qui amena à la fusion du VNV, du Verdinaso et de Rex Flandres. 
Le VNV disposait d'une branche paramilitaire nommée Zwarte Brigade, le Verdinaso avait une organisation comparable dont le nom était Dietsche Militanten Orde de même que Rex avec sa Formation de combat. Cette fusion signifia en pratique l'absorption par la première de ces 2 dernières. Le chef de la Zwarte Brigade, Reimond Tollenaere, devint le commandant-général de l'organisation avec Jef François comme commandant.
Tous les 2 partirent, en août 1941, avec la Légion flamande pour combattre sur le front de l'est. Reimond Tollenaere y fut tué et remplacé à la tête de l'organisation par Joris Vansteenland. Jef François, candidat déchu à la succession, fut quant à lui transféré à l'Algemeene-SS Vlaanderen.
Les membres de l'organisation portaient un uniforme noir. L'organisation interne était de type militaire avec des équipes comme unités de base, rassemblées en brigades. Elle était vue comme une armée du parti bien que non-armée. Le nombre attendu de 5000 membres ne fut jamais atteint. Ceux qui avaient atteint la limite d'âge pouvaient intégrer la Dietsche Militie - Hulpbrigade (littéralement : Milice Thioise - Brigade d'aide). En 1943, une Dietsche Militie - Wachtbrigade et une Dietsche Militie - Motorbrigade furent mises sur pied, mais demeurèrent en grande partie des organisations de papier.
En novembre 1943, une fusion entre la Dietsche Militie - Zwarte Brigade et la Hulpbrigade fut mise en œuvre. L'organisation devait faire face à une diminution constante des membres du VNV à la suite des départs pour le travail obligatoire ou volontaire en Allemagne ou au passage de certains membres vers la collaboration militaire. Son nom fut réduit alors à Dietsche Militie. Un certain nombre de ses membres devinrent des Hiflsfeldgendarm et participèrent à des actions armées contre la résistance. 
Le fait que les membres de l'organisation portaient un uniforme fit d'eux une cible visible lors de la répression. Environ 600 d'entre-eux furent condamnés pour port d'arme contre la Belgique et beaucoup d'autres pour diverses formes de collaboration.
La milice eut son propre périodique distribué de 1941 à mars 1944. Le dernier numéro de Help Uzelf fut interdit en mars 1944 par l'occupant à la suite de sa propagande pour Dietsland.

## Source
- (nl) Cet article est partiellement ou en totalité issu de l’article de Wikipédia en néerlandais intitulé « Dietsche Militie - Zwarte Brigade » (voir la liste des auteurs).